# Statue de Paul Bert
La statue de Paul Bert ou Monument à Paul Bert est une statue représentant Paul Bert érigée sur le pont Paul-Bert à  Auxerre dans l'Yonne en France. Elle est inaugurée le 7 juillet 1889 et a vu sa construction financée par une souscription nationale. Son sculpteur est Émile Peynot, son fondeur est Jaboeuf (de la société Jaboeuf et Bezout) et son architecte est Victor-Auguste Blavette.

## Historique
Après les obsèques de Paul Bert, le gouvernement lance une souscription nationale pour l'érection d'un monument à son honneur. Le sculpteur Émile Peynot est désigné en accord avec la veuve de Paul Bert.
L'emplacement de la statue devait être rue du Temple mais la municipalité et le clergé s'y opposent (ils rejettent la figure républicaine incarnée par Paul Bert) : la statue est donc installée sur le Vieux Pont (futur Pont Paul-Bert) car géré par l'État et non par la commune.
La statue est inaugurée le 7 juillet 1889.
L'intervention du maire Jean Moreau parvient à annuler le déboulonnage et la fonte de la statue, envisagés en 1942, dans le cadre de la mobilisation des métaux non ferreux.

## Description
La statue représente Paul Bert debout juché sur le socle. Sur ce dernier plusieurs reliefs représentent des scènes :
- l'instruction ;
- les sciences ;
- le Tonkin.

Plusieurs inscriptions sont placées sur le socle :
- à l’avant : A / PAUL BERT / AUXERRE 1833 / HANOI 1886 / SOUSCRIPTION NATIONALE ;
- au dos : Hommage des membres de l’Enseignement Primaire / Député de l’Yonne / Ministre de l’Instruction Publique / Membre de l’Institut / Professeur à la Sorbonne / Président perpétuel de al Société de Biologie ;
- sur la base : JABOEUF et BEZOUT Fondeurs à Paris.

## Image ancienne

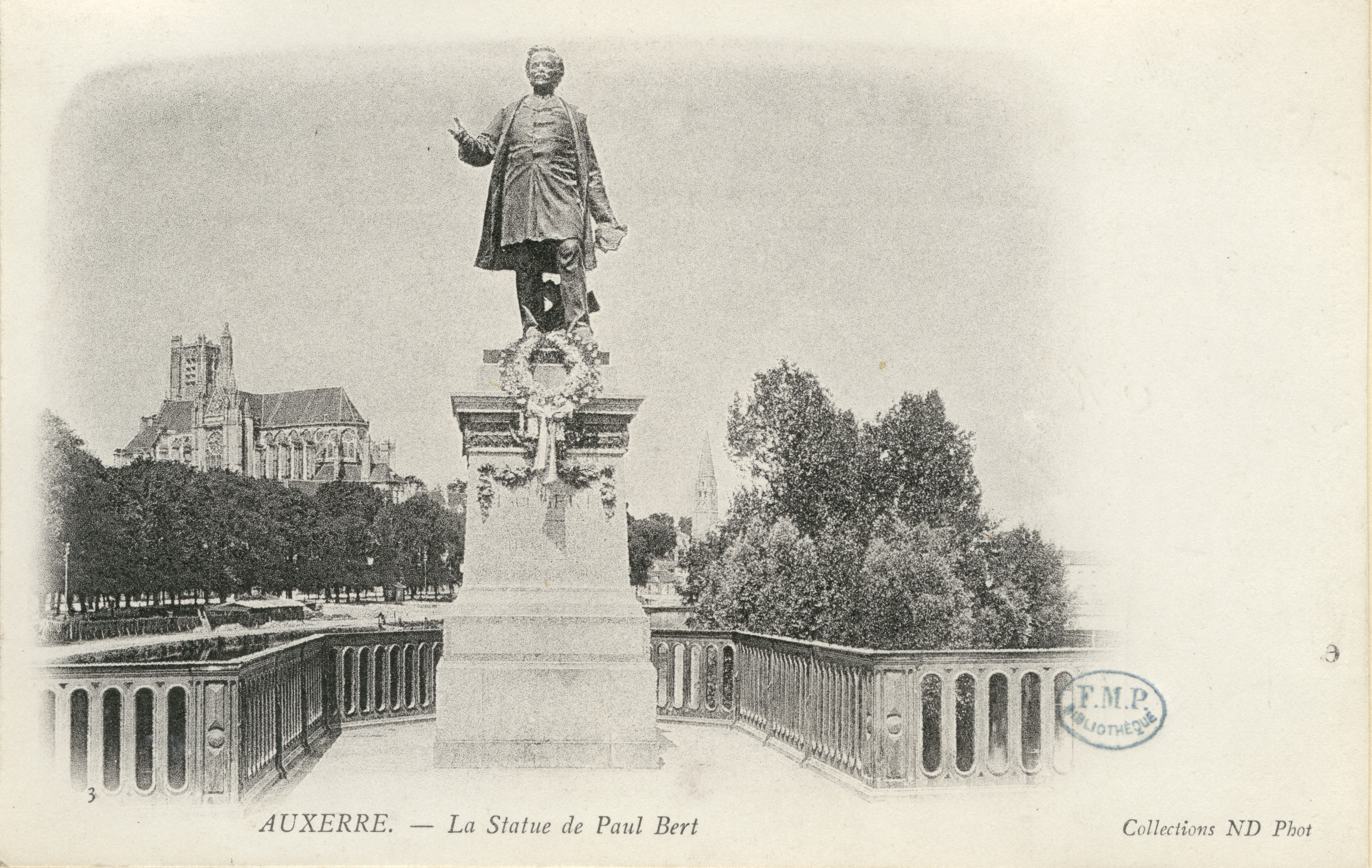
Phototype de la fin du XIXe siècle représentant la statue.